# 드폴 대학교
드폴 대학교(DePaul University)는 미국 일리노이주 시카고에 위치한 사립 가톨릭 연구형 대학이다. 1898년 빈센시오회 회원들에 의해 설립된 이 대학교는 17세기 프랑스의 사제 빈첸시오 드 폴의 이름을 따서 교명을 정했다. 1998년에 북아메리카의 등록 학생 수 면에서 최대의 가톨릭 대학교가 되었다.